# دیوید بوگلیو
دیوید بوگلیو (انگلیسی: Davide Buglio؛ زادهٔ ۵ فوریهٔ ۱۹۹۸) بازیکن فوتبال است.
از باشگاه‌هایی که در آن بازی کرده‌است می‌توان به باشگاه فوتبال اتلتیکو آرتزو اشاره کرد.